# Gymnasium Kirschgarten
Das Gymnasium Kirschgarten (GKG) ist ein Gymnasium in der Stadt Basel.
Es entstand 1998 durch den Zusammenschluss des Realgymnasiums (RG) mit dem Mathematisch-Naturwissenschaftlichen Gymnasium (MNG). Der Unterricht am Gymnasium Kirschgarten findet zu einem grossen Teil im Hermann-Kinkelin-Schulhaus (ehemals RG) statt.
Der Lehrplan umfasst die Schwerpunkte Physik und Anwendungen der Mathematik, Biologie und Chemie und Bildnerisches Gestalten. Einige Klassen werden in den Fächern Biologie, Geographie, Geschichte und Chemie immersiv, auf Englisch, unterrichtet.
Das Schulareal befindet sich zwischen dem Bahnhof SBB und dem Aeschenplatz.

## Geschichte
1835 wurde ein Realpädagogium gegründet. 1852 kam es am Pädagogium am Münsterplatz zur Abtrennung eines Realgymnasiums ohne Lateinzwang. Die Oberstufe des Realgymnasiums wurde als Gewerbeschule bezeichnet. Diese hatte das Ziel auf das Studium am Eidgenössischen Polytechnikum oder auf eine höhere kaufmännische Ausbildung vorzubereiten. 1862 wurde das Haus zur Mücke am Schlüsselberg aufgestockt und zum Schulhaus für das Realgymnasium umgebaut.
Durch das Schulgesetz von 1880 wurde die Schule Untere Realschule und Obere Realschule genannt. 1887 wurde ein neues Schulhaus für die Untere Realschule an der Rittergasse 4 eingeweiht (heute Baudepartement).
Die Obere Realschule zog in das 1901 bis 1903 nach den Plänen von Fritz Stehelin und Emanuel La Roche im neubarocken Stil erbaute De-Wette-Schulhaus. Das Gebäude umfasste bei seiner Einweihung 30 Klassenzimmer für rund 900 Schüler, zwei Zeichnungssäle mit Modellkammern, sechs Lehrsäle mit Nebenräumen und Laboratorien für den Unterricht in Physik, Chemie und Naturgeschichte, die Aula, Lehrerzimmer, Räume für den Werkunterricht, eine Turnhalle und einen kleinen Schulgarten.
Mit der Schulreform von 1929/30 entstanden neben dem Humanistischen Gymnasium (HG, Typus A), das Mädchengymnasium (Kohlenberg), das Realgymnasium (RG, Typus B) und das Mathematisch-Naturwissenschaftliche Gymnasium (MNG, Typus C). Die ehemalige Realschule wurde also in das Realgymnasium (RG) und das Mathematisch-Naturwissenschaftliche Gymnasium (MNG) aufgeteilt.

### Das Mathematisch-Naturwissenschaftliche Gymnasium
Das 1930 gegründete MNG verfolgte die ursprünglichen Ziele des Realgymnasiums von 1852 in dem es die mathematischen und naturwissenschaftliche Fächer sowie die Muttersprache aufwertete und auf die alten Sprachen Latein und Altgriechisch ganz verzichtete. Es sollte auf ein naturwissenschaftliches oder technisches Studium vorbereiten.
1941 wurden die Klassenzimmer aller Klassen ins De-Wette-Schulhaus verlegt. Vorher war dort nur die Oberstufe (5.–8. Klasse) und die anderen Klassen waren auf verschiedene Häuser verteilt. Seit 1968 wird koeduziert unterrichtet. 1997 fusionierte das MNG mit dem RG zum Gymnasium Kirschgarten.
Bekannte Absolventen der Schule sind der Kardiologe Wilhelm Rutishauser, der Historiker Rudolf Braun, der Ökologe Bruno Streit und der Kultur- und Wirtschaftswissenschaftler Dieter Pfister.

#### Rektoren
| Name           | Lebensdaten | Start | Ende |
| -------------- | ----------- | ----- | ---- |
| Paul Buchner   | 1892–1978   | 1930  | 1957 |
| Paul Bächtiger | 1906–1988   | 1957  | 1961 |
| Willi Wenk     | 1914–1994   | 1961  | 1975 |
| Rolf Hartmann  | 1928–2002   | 1975  | 1988 |
| Emil Alber     | 1939–       | 1988  | 1997 |

### Das Realgymnasium
Das 1930 gegründete RG ermöglichte es die Matura Typus B abzuschliessen. 1957 konnte das von den Basler Architekten Hans Bernoulli, Ernst Mummenthaler und Otto Meier erbaute Herrmann-Kinkelin-Schulhaus bezogen werden. Es wurden 33 Klassenzimmer, eine Aula, drei Turnhallen und ein Zeichensaal für 950 Schüler in moderner Bauweise mit einer Fassade aus vorgefertigten Betonelementen gebaut. Durch den Bau des Herrmann-Kinkelin-Schulhauses konnte das Schulhaus im Haus zur Mücke am Schlüsselberg nach 95 Jahren dem Humanistischen Gymnasium zur Nutzung übergeben werden. 1997 Fusion mit dem MNG zum Gymnasium Kirschgarten.
Bekannte Absolventen der Schule sind der Schriftsteller Urs Widmer, der Architekt Walter Maria Förderer, der Politiker Hans-Rudolf Nebiker, der Psychiater Raymond Battegay, der Umweltaktivist Bruno Manser und spätere Rektor, Handballnationalspieler und Grossrat Werner Rihm.

#### Rektoren
| Name                 | Lebensdaten | Start | Ende |
| -------------------- | ----------- | ----- | ---- |
| Hermann Kinkelin     | 1832–1913   | 1866  | 1869 |
| Friedrich Burckhardt | 1830–1913   | 1870  | 1874 |
| Hermann Kinkelin (2) | 1832–1913   | 1875  | 1903 |
| Robert Flatt         | 1863–1955   | 1903  | 1924 |
| Eduard Sieber        |             | 1924  | 1962 |
| Hans Gutmann         |             | 1962  | 1970 |
| Werner Rihm          | 1930–2006   | 1970  | 1994 |
| Christof Oppliger    |             | 1994  | 1997 |